# Delphinobius vespertinus
Delphinobius vespertinus är en skalbaggsart som beskrevs av Marc Lacroix 1998. Delphinobius vespertinus ingår i släktet Delphinobius och familjen Melolonthidae. Inga underarter finns listade i Catalogue of Life.